# Вольфганг Шпете
Вольфганг Шпете (нім. Wolfgang Späte; 8 вересня 1911 — 30 квітня 1997) — німецький льотчик-ас, майор люфтваффе вермахту, оберстлейтенант люфтваффе бундесверу. Кавалер Лицарського хреста Залізного хреста з дубовим листям.

## Біографія
В 1939 році вступив у люфтваффе. Учасник Польської і Французької кампаній. У складі 5-ї ескадрильї 54-ї винищувальної ескадри брав участь у німецько-радянській війні. З 1942 року — командир своєї ескадрильї. До травня 1944 року очолював 16-те випробувальне командування в Пенемюнде, яке займалось випробуваннями нових реактивних винищувачів Me.163. З травня 1944 року — командир 4-ї групи 54-ї винищувальної ескадри, з грудня 1944 року — 300-ї винищувальної ескадри, на озброєнні якої стояли реактивні винищувачі Me.262. З квітня 1945 року — командир 7-ї винищувальної ескадри. Всього за час бойових дій збив 88 ворожих літаків, з них 72 радянських. В 1956 році вступив в люфтваффе ФРН. 30 вересня 1967 року вийшов у відставку.

## Нагороди
- Численні нагороди за перемоги в змаганнях з планеризму
- Великий знак планериста НСФК
- Німецька імперська відзнака за фізичну підготовку
- Нагрудний знак пілота
- Залізний хрест
  - 2-го класу (8 листопада 1939)
  - 1-го класу (27 червня 1940)
- Почесний Кубок Люфтваффе (9 серпня 1941)
- Лицарський хрест Залізного хреста з дубовим листям
  - лицарський хрест (5 жовтня 1941)
  - дубове листя (№ 90; 23 квітня 1942)
- Німецький хрест в золоті (9 грудня 1941)
- Медаль «За зимову кампанію на Сході 1941/42»
- Авіаційна планка винищувача в золоті
- Авіаційна планка розвідника в бронзі
- Орден Корони короля Звоніміра 1-го класу з мечами (Незалежна Держава Хорватія)

## Біографія
- Der streng geheime Vogel Me 163, Verlag für Wehrwissenschaft (1983), ISBN 978-3821900100
- Alles was mit F anfängt. Der Flieger und die Frau, Littmann (1986), ISBN 978-3926296009
- Erlebnisse deutscher Testpiloten, Aviatic (1993), ISBN 978-3925505232